# Caïn de nulle part
Pour plus de détails, voir Fiche technique et Distribution.
Caïn de nulle part (ou Voyage vers l'Enfer ou Voyage pour l'Enfer des Passions) est un film français de Daniel Daert, sorti en 1970.

## Synopsis
Cain revient à la maison familiale après un long voyage à travers l'Europe. Dans la caravane des parents il est rejeté par sa mère aigrie qui lui reproche une fois de plus sa paresse, en comparaison à son frère Abel, prospère homme d'affaires, exemplaire, bon avec ses parents ... Son père devenu aveugle et paralysé, est en permanence ivre pour échapper à cette femme. Écœuré, Caïn part et contacte Abel pour lui demander de lui prêter de l'argent. Celui-ci accepte de l'aider, mais Cain l'abat avec une arme à feu qu'il a trouvée dans la voiture d'Abel.

## Fiche technique
- Titre : Caïn de nulle part
- Réalisation : Daniel Daert
- Scénario : Charles Pascarel (d'après sa pièce du même titre, Grand Prix des Dramatiques Radiophoniques - Prague - 1968)
- Dialogues : Charles Pascarel
- Photographie : Daniel Daert et Sandy Hills
- Montage : Daniel Daert et Raymond Lamy
- Musique : Vladimir Cosma
- Son : Daniel Ollivier et Lucien Yvonnet
- Pays de production :  France
- Langue : français
- Genre : comédie dramatique
- Dates de sortie : 
  - France : 19 août 1970

## Distribution
- Gérard Blain : Caïn
- Germaine Montero : la mère
- Bernadette Lafont :
- Harry-Max : Adam, le père
- Nathalie Courval : la secrétaire d'Abel
- Roger Normand :
- Madeleine Bouchez :
- Jean Marsac : Abel
- Bob Gary :
- Vittorio Senti :
- Léonie Vincent :
- Marc Monflier :